# Synthemis ariadne
Synthemis ariadne – gatunek ważki z rodziny Synthemistidae. Endemit wyspy Nowa Kaledonia.